# Paracladopelma jacksoni
Paracladopelma jacksoni är en tvåvingeart som beskrevs av Oksana V. Zorina 2003. Paracladopelma jacksoni ingår i släktet Paracladopelma och familjen fjädermyggor. Inga underarter finns listade i Catalogue of Life.